# Power stage
La power stage è una particolare prova speciale, disputatasi nella giornata finale di un rally valido per il campionato del mondo rally, e dal 2022 anche per il campionato europeo rally, che assegna dei punti supplementari validi per la classifica finale del campionato.

## Storia

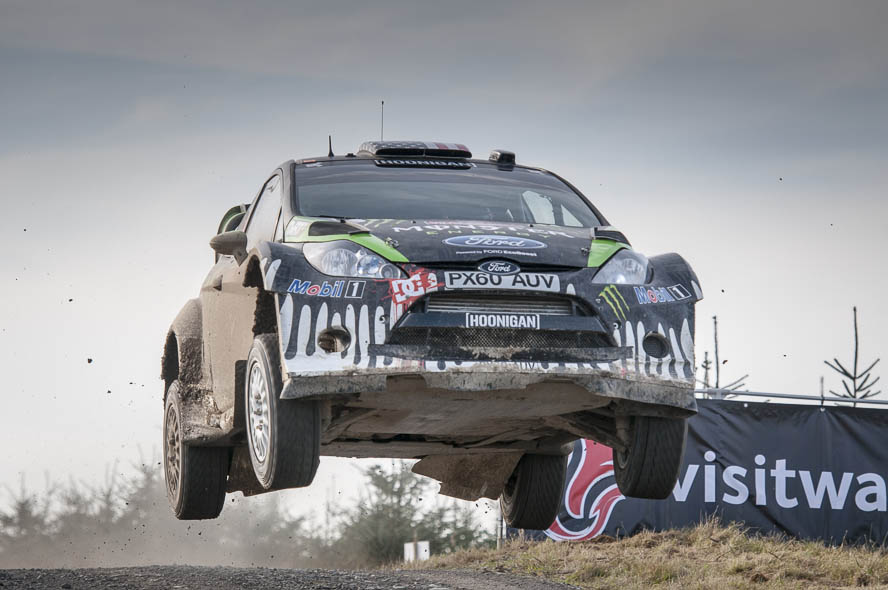
Ken Block a bordo di una Fiesta RS WRC in una fase di gara durante la Power stage del Rally del Galles 2011

### La TV stage
Nella stagione 1999 venne sperimentato il format della TV stage, ovvero l'ultima prova speciale di un appuntamento iridato coperta in diretta TV, che avrebbe assegnato punti aggiuntivi ai primi tre equipaggi classificati nella stessa (rispettivamente 3, 2 e 1 punti); vi potevano inoltre accedere anche coloro che si erano ritirati nelle speciali precedenti. Tale format venne applicato soltanto al Tour de Corse 1999 e nel Rally di Finlandia 1999 ma venne poi abbandonato al termine della stagione stessa.

### Power Stage
La modifica regolamentare che ha istituito l'odierna power stage è stata definita in una riunione straordinaria del consiglio della FIA l'8 settembre 2010; a partire dal campionato del mondo rally 2011 ai primi tre piloti della power stage venivano assegnati rispettivamente 3, 2 e 1 punto supplementare da aggiungere a quelli ottenuti nel rally. Una condizione necessaria era la copertura televisiva dell'evento e un'operazione similare era stata già attuata in alcune prove del campionato del mondo rally 1999 dove però venivano premiate con i punti supplementari anche le case automobilistiche.
La prima prova in cui è stata applicata è stato il Rally di Svezia 2011 e i primi piloti che si sono aggiudicati punti sono stati Sébastien Ogier, Sébastien Loeb e Jari-Matti Latvala.
Il regolamento della power stage è restato invariato sino al campionato del mondo rally 2017, quando i piloti che ottengono punti sono passati da 3 a 5 e i punti relativi sono diventati 5, 4, 3, 2 e 1 rispettivamente.
A partire dalla stagione 2021 l'attribuzione dei punti venne estesa anche al campionato costruttori WRC, sino a un massimo di due vetture per ogni scuderia, e ai campionati piloti e copiloti WRC-2 e WRC-3. Nella stagione 2022 e 2023 i piloti della WRC-2 hanno ottenuto rispettivamente 3, 2 e 1 punto, mentre nessun punto aggiuntivo veniva attributito ai piloti della WRC-3; inoltre sempre dal 2022 la power stage è stata introdotta anche nel campionato europeo (ERC), conferendo i punti ai primi cinque piazzati.